# Barbus dorsolineatus
Barbus dorsolineatus är en fiskart som beskrevs av Trewavas, 1936. Barbus dorsolineatus ingår i släktet Barbus och familjen karpfiskar. IUCN kategoriserar arten globalt som livskraftig. Inga underarter finns listade.